# NGC 3514
NGC 3514 је спирална галаксија у сазвежђу Пехар која се налази на NGC листи објеката дубоког неба.
Деклинација објекта је - 18° 46' 50" а ректасцензија 11h 3m 59,9s. Привидна величина (магнитуда) објекта NGC 3514 износи 12,8 а фотографска магнитуда 13,5. NGC 3514 је још познат и под ознакама ESO 570-1, MCG -3-28-35, IRAS 11015-1830, PGC 33430.